# Любліно-Сортувальне
Любліно-Сортувальне (рос. Люблино́-Сортиро́вочное) — вузлова залізнична сортувальна станція Курського напрямку Московської залізниці у Москві на території колишнього міста Любліно. Знаходиться на межі районів Печатники та Любліно міста Москви.

## Характеристика
Одна з найбільших сортувальних станцій в Москві, за обсягом роботи є позакласною. Безпосередньо підпорядковується Московській дирекції управління рухом. Сполучає Курський хід з Малим кільцем (Мале кільце Московської залізниці) (станції Угрешська і Москва-Південний Порт). Крім того, на початку-середині 2000-х років весь вантажний рух з Ризького, Смоленського та Київського напрямків в сторону Москви приходив на переформування на станцію Бекасово-Сортувальне. Вантажі з цих напрямків, призначені в саму Москву, відправлялися маршрутами Бекасово — Любліно. Таким чином, ця станція обробляла вантажопотік з усіх західних і південно-західних напрямків.
В межах станції знаходяться кілька великих парків. Пасажирська платформа Любліно знаходиться в парку Любліно-Північне, платформа Перерва в парку Любліно-Південне, платформа Депо поза межами станції на перегоні між цими парками, але також вважається у складі станції.

## Зміни технології роботи
У 2017 році в Московській дирекції управління рухом розробляються етапи зміни технології роботи станції Любліно-Сортувальне, де буде сконцентрована основна вантажна робота Мосвузла. З метою оптимізації експлуатаційних витрат при переробці вантажних вагонів була зроблена ставка на концентрацію сортувальної роботи на цій станції, вибір саме її обґрунтований розташуванням, наявністю виходів на всі основні напрямки і достатньою проектною потужністю її двох сортувальних систем. У 2017 році вагонопотік зі станцій Перово та Лосиноострівська, де впав обсяг роботи, а сортувальна гірка в Перово законсервована, перенаправлено на найбільшу в Москві станцію Любліно-Сортувальне.